# Franco Lanfredi
Franco Lanfredi (Mantova, 20 dicembre 1920 – Mantova, 1º gennaio 2009) è stato un ufficiale e aviatore italiano.
Tenente pilota della Regia Aeronautica durante il corso della seconda guerra mondiale, fu decorato con due Medaglie d'argento, due Medaglie di bronzo al valor militare e tre Croci al merito di guerra.

## Biografia
Nacque a Mantova il 20 dicembre 1920, figlio di Giacomo, e si arruolò nella Regia Aeronautica. Dopo l’entrata in guerra dell’Italia, il 10 giugno 1940, combatte in Africa Settentrionale Italiana, dove fu decorato con una Medaglia di bronzo al valor militare.
Il 1º maggio 1942 fu assegnato alla 209ª Squadriglia del 102º Gruppo Tuffatori, costituito in quella data sull’aeroporto di Lonate Pozzolo, equipaggiato con i cacciabombardieri Junkers Ju 87 Picchiatello. Il comando del neonato 102 Gruppo fu assegnato all’asso dei tuffatori Giuseppe Cenni, futura Medaglia d'oro al valor militare. Partecipò alla battaglia di mezzo giugno e a quella di mezzo agosto, venendo decorato con due Medaglie d'argento al valor militare.
Nel febbraio 1943 il reparto ricevette i nuovi Reggiane Re.2002 Ariete, e nel corso del 1943 il Gruppo viene rischierato presso l'aeroporto di Manduria, in provincia di Taranto. Dopo la firma dell’armistizio dell’8 settembre 1943 entrò a far parte dell’Italian Co-Belligerent Air Force, e il suo reparto fu disloccato vicino a Palata in provincia di Foggia, Galatina ed altre basi pugliesi da dove effettuò fino al termine del conflitto numerose azioni sull'Albania e sulla Jugoslavia, utilizzando anche velivoli Aermacchi C.202 Folgore, C.205 Veltro e perfino Supermarine Spitfire Mk. V.

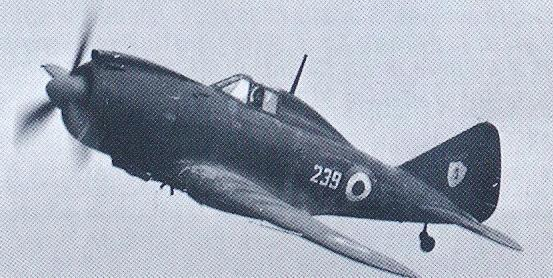
Un cacciabombardiere Reggiane Re.2002 Ariete appartenente all’ICAF fotografato in volo.

Alla fine del conflitto risultava decorato con due Medaglie d’argento e due di bronzo al valor militare, tre Croci al merito di guerra e una promozione per merito di guerra.
Lasciò la vita militare subito dopo la fine della guerra, laureatosi in economia e commercio presso l’Università di Bari nel 1947. Ritornato a vivere a Mantova per molti anni fu agente di zona per la compagnia assicuratrice "La Previdente". Fu Consigliere Nazionale e Presidente della sezione provinciale di Mantova dell’Istituto del Nastro Azzurro, Consigliere Nazionale e Presidente della sezione provinciale di Mantova dell’Associazione nazionale combattenti e reduci, e Consigliere Nazionale e Presidente della sezione provinciale di Mantova dell’Associazione Nazionale Guerra di Liberazione.
Si spense presso l'ospedale Carlo Poma, a Mantova, il 1º gennaio 2009, lasciando la signora Dina e i cinque figli (Dario, Liana, Laura, Franca e Flavia).

### Annotazioni
1. ↑  Sposata nel febbraio 1945, poco prima della fine della seconda guerra mondiale.

### Fonti
1. ↑  Lonardo 2006, pp. 309-410.
2. 1 2 3 4 5  Mantova piange Franco Lanfredi, in La Voce di Mantova, Mantova, venerdì 2 gennaio 2009, pag.13.
3. 1 2 3  Addio al pilota Franco Lanfredi in Gazzetta di Mantova, Mantova, 2 gennaio 2009, pag.13.
4. ↑  Bollettino Ufficiale 1943, dispensa 23, registrato alla Corte dei conti addì 6 luglio 1943, registro n.I Aeronautica, foglio n.145.
5. ↑  Bollettino Ufficiale 1943, dispensa 19, pagina 1157, registrato alla Corte dei conti addì 7 luglio 1943, registro n.I Aeronautica, foglio n.190.